# Ursula Thiess
Ursula Thiess (nata Schmidt) (Amburgo, 15 maggio 1924 – Burbank, 19 giugno 2010) è stata un'attrice tedesca.

## Biografia
Iniziò la sua carriera teatrale giovanissima e ben presto si sposò con il produttore Georg Otto Thiess. Da questo matrimonio nacquero due figli: Manuela e Michael. Finita la guerra i due si separarono e Ursula iniziò a lavorare come modella a Berlino.
Venne notata dal produttore Howard Hughes grazie al quale ottenne un contratto con la RKO. 
Riuscì a girare alcuni film ma dopo l'incontro con l'attore Robert Taylor e il matrimonio avvenuto nel 1954 decise di dedicarsi prevalentemente alla famiglia abbandonando la carriera. La coppia ebbe due figli, Terrance e Tessa, che vennero cresciuti assieme agli altri due fratelli nel ranch di proprietà a Brentwood (California). Tornò a recitare solo come personaggio ricorrente nella serie televisiva I detectives, in cui era protagonista il marito.
Dopo la morte di Taylor, dovette vendere il ranch per trasferirsi a Bel Air, dove si risposò con Marshall Schacker, un distributore. 
Morì per cause naturali nel 2010 ed è stata sepolta a fianco del marito.

## Filmografia parziale

### Cinema
- I fucilieri del Bengala (Bengala Brigade), regia di László Benedek (1954)
- Il guanto di ferro (The Iron Glove), regia di William Castle (1954)
- L'americano (The Americano), regia di William Castle (1955)
- Bandido, regia di Richard Fleischer (1956)

### Televisione
- I detectives (The Detectives) – serie TV, 15 episodi (1960-1961)
- Indirizzo permanente (77 Sunset Strip) – serie TV, episodio 5x20 (1963)

## Doppiatrici italiane
- Dhia Cristiani in I fucilieri del Bengala, L'americano
- Rosetta Calavetta in Bandido